# Volt par mètre
Newton par coulomb
« V/m » redirige ici. Pour les autres significations, voir VM.
« N/C » redirige ici. Pour les autres significations, voir NC.
Le volt par mètre  (symbole : V/m ou V.m-1), ou newton par coulomb (N/C), est l'unité de mesure dérivée du SI (kg m s−3 A−1 dans le système de base) de la force électrique d'un champ électrique,.
C’est l’intensité du champ électrique exerçant une force de 1 newton sur une charge électrique de 1 coulomb. Le newton par coulomb est équivalent au volt par mètre. Le kilovolt par millimètre (kV/mm), égal à un million de volts par mètre, est utilisé dans l’industrie.
Ne pas confondre cette unité avec le tesla qui est l'unité dérivée d'induction électromagnétique (appelé parfois densité de flux magnétique ou champ magnétique) du Système international d'unités (SI).